# Melinda Culea
Melinda Culea  (Western Springs, Illinois, 1955. május 5. –) amerikai színésznő. Leghíresebb szerepe A szupercsapatban  Amy Amanda Allen.

## Filmográfia
| Év   | Cím                       | Eredeti cím                        | Szerep                         |
| ---- | ------------------------- | ---------------------------------- | ------------------------------ |
| 1981 |                           | Dear Teacher                       | Annie Cooper                   |
| 1982 |                           | ABC Afterschool Specials           | Dallas Davis                   |
| 1982 |                           | The Rules of Marriage              | Holly Stone                    |
| 1982 |                           | The Devlin Connection              | Elizabeth                      |
| 1983 |                           | Fantasy Island                     | Shelley James                  |
| 1983 | A szupercsapat            | The A-Team                         | Amy Amanda Allen               |
| 1984 | Hotel                     | Hotel                              | Adrianna Dupre / Agatha Deming |
| 1984 |                           | Glitter                            | Terry Randolph                 |
| 1986 |                           | Dear Penelope and Peter            | Judy Berlin                    |
| 1987 | Családi kötelékek         | Family Ties                        | Rebecca Ryan                   |
| 1987 | Egy kórház magánélete     | St. Elsewhere                      | McPhail                        |
| 1988 |                           | Knots Landing                      | Paula Vertosick                |
| 1991 | Beverly Hills 90210       | Beverly Hills 90210                | Dr. Natalie Donner             |
| 1991 | Jake meg a dagi           | Jake and the Fatman                | Ellen Webster                  |
| 1991 | A halászkirály legendája  | The Fisher King                    | Sitcom Wife                    |
| 1991 |                           | Civil Wars                         |                                |
| 1992 | Star Trek: Az új nemzedék | Star Trek: The Next Generation     | Soren                          |
| 1992 |                           | Likely Suspects                    | Capt. Wendy Hewitt             |
| 1992 | Gyilkos sorok             | Murder, She Wrote                  | Nicole Gary / Sara Lloyd       |
| 1992 |                           | Through the Eyes of a Killer       | Alison Rivers                  |
| 1994 | Elég a vadnyugatból!      | Wagons East                        | Constance Taylor               |
| 1994 | Chicago Hope kórház       | Chicago Hope                       | Dina Russell                   |
| 1994 |                           | Moment of Truth: Murder or Memory? |                                |
| 1995 |                           | Down, Out & Dangerous              | CeCe Dryer                     |
| 1996 | Eltemetett titkok         | Buried Secrets                     | Laura Vellum                   |
| 1997 |                           | Brotherly Love                     | Claire Roman                   |
| 1997 | C-16: Szuperügynökök      | C-16: FBI                          |                                |
| 1998 |                           | Target Earth                       | Allison, Emmett's Gang         |
| 1999 | X-akták                   | The X Files                        | Karin Berquist                 |
| 2001 |                           | Dying on the Edge                  | Anna                           |
| 2001 | Családjogi esetek         | Family Law                         | Det. Cadden                    |